# Meridecaris ladinica
Meridecaris ladinica è un crostaceo estinto, appartenente ai decapodi. È l'unica specie nota del genere Meridecaris. Visse nel Triassico medio (circa 240.5 milioni di anni fa) e i suoi resti fossili sono stati trovati nel 2012 sul Monte San Giorgio, in Canton Ticino (Svizzera). È l’unico rappresentante della famiglia Clytiopsidae sinora rinvenuto nel Triassico medio europeo.

## Descrizione
L’aspetto di questo crostaceo ricorda quello di un astice attuale, sebbene le dimensioni fossero molto piccole: la lunghezza raggiungeva, infatti, solo 14 millimetri. Il corpo era robusto, ricoperto da un carapace cilindrico cosparso di tubercoli e attraversato da tre solchi ben definiti. Il solco cervicale era profondo e posto nella parte media del carapace. Il solco postcervicale e quello branchiocardiaco erano ravvicinati e paralleli. Il carapace era provvisto di un breve rostro ornato da 8-10 denti dorsali. Il primo paio di appendici toraciche (pereiopodi) era allungato e terminava in una chela robusta. Il secondo e terzo paio erano esili e provvisti di una chela corta. Il quarto e quinto paio di pereiopodi erano achelati. Sul margine anteriore del carapace erano presenti spine antennali e pterigostomiali ben sviluppate.

## Classificazione
Il genere Meridecaris venne istituito nel 2013 da Rudolf Stockar e Alessandro Garassino sulla base di un unico esemplare fossile completo e perfettamente conservato. Il nome significa “gambero di Meride”, villaggio sito alle pendici meridionali del Monte San Giorgio. Il genere contiene una sola specie, Meridecaris ladinica (dal nome del secondo dei due piani del Triassico medio, il Ladinico). Meridecaris è attribuito alla famiglia Clytiopsidae, che comprende altri cinque generi, tutti estinti: Clytiella glaessner, 1931 (Triassico superiore, Carnico), Clytiopsis bill, 1914 (Triassico inferiore), Koryncheiros feldmann, schweitzer & zhang, 2012 (Triassico medio, Anisico), Paraclytiopsis oravecz, 1962 (Triassico superiore, Carnico), Protoclytiopsis birshtein, 1958 (Permiano). La presenza di un breve rostro con denti dorsali permette di distinguere immediatamente Meridecaris da Clytiella, Clytiopsis, Koryncheiros e Paraclytiopsis; Protoclytiopsis ha invece una diversa struttura dei solchi sul carapace, il quale è inoltre privo di tubercoli. Meridecaris è l’unico decapode reptante noto nel giacimento del Monte San Giorgio, che ha finora restituito forme natanti attribuite a peneidi del genere Antrimpos).

## Paleoecologia
Meridecaris era un decapode reptante, adattato a uno stile di vita bentonico e pertanto strettamente legato al fondale su cui si muoveva. Gli altri decapodi provenienti dallo stesso giacimento (peneidi del genere Antrimpos) erano invece natanti e quindi in grado di nuotare attivamente.

## Storia della scoperta
Il fossile è stato scoperto il 10 agosto 2012 durante una campagna di scavi paleontologici sul Monte San Giorgio, condotta dal Museo cantonale di storia naturale del Dipartimento del Territorio del Canton Ticino. Proviene da un orizzonte fossilifero del Calcare di Meride (Ladinico) noto come Strati di Sceltrich, affiorante in una valle (Valle di Sceltrich) incisa nel fianco occidentale della montagna. Il livello fu scoperto nel 2010 da Rudolf Stockar, che introdusse il nome nel 2012. Gli Strati di Sceltrich hanno fornito una ricca associazione fossile comprendente soprattutto pesci, molluschi e piante terrestri oltre ad altri crostacei. L’olotipo è conservato al Museo cantonale di storia naturale di Lugano.